# 周瑞 (紅樓夢)
周瑞，《红楼梦》中的人物，其妻是王夫人陪嫁，荣国府的管家，负责管理收租，暗地里还替王熙凤等放帐收银。刘姥姥一进荣国府便由其妻周瑞家的引见。首次出场在第六回。